# Porträtt av Eleonora av Toledo och hennes son Giovanni de' Medici
Porträtt av Eleonora av Toledo och hennes son Giovanni de' Medici (italienska: Ritratto di Eleonora di Toledo col figlio Giovanni de' Medici) är en oljemålning av den italienske konstnären Agnolo Bronzino. Den målades omkring 1544–1545 och ingår sedan 1898 i samlingarna på Uffizierna i Florens.

## Bakgrund
Bronzino var framför allt verksam i Florens och var en av manierismens ledande porträttmålare. Detta porträtt visar Eleonora av Toledo (1522–1562) och hennes son Giovanni de' Medici (1543–1562, båda döda samma år i malaria). Bronzino skildrar detaljerat hennes dyrbara kläder, pärlor och smycken. I hans kyliga och ganska ampra porträtt framstår hon som  distanserad och otillgängliga vilket förstärks av den klarblå bakgrunden. 
Eleonora var dotter till vicekungen i Neapel, Pedro de Toledo (1484-1553). Omkring 1539, då  Eleonora gifte sig med storhertigen av Florens Cosimo I de' Medici, utnämndes Bronzino till hovmålare. Han och hans verkstad utförde ett stort antal porträtt av hertigparet och deras elva barn. 

## Relaterade målningar
Bronzinos verkstad målade cirka 1545–1550 en kopia av dubbelporträttet som skiljer sig genom att bakgrunden färgats brun. Den tavlan är sedan 1942 utställd på Detroit Institute of Arts. Bronzino och hans verkstad målade omkring 1549 även ett liknande porträtt av Eleonora men med hennes äldre son Francesco som 1574 efterträdde sin far som storhertig. Nationalgalleriet i Prag och National Gallery of Art i Washington äger också berömda porträtt av Eleonora av Toledo utförda av Bronzino. 

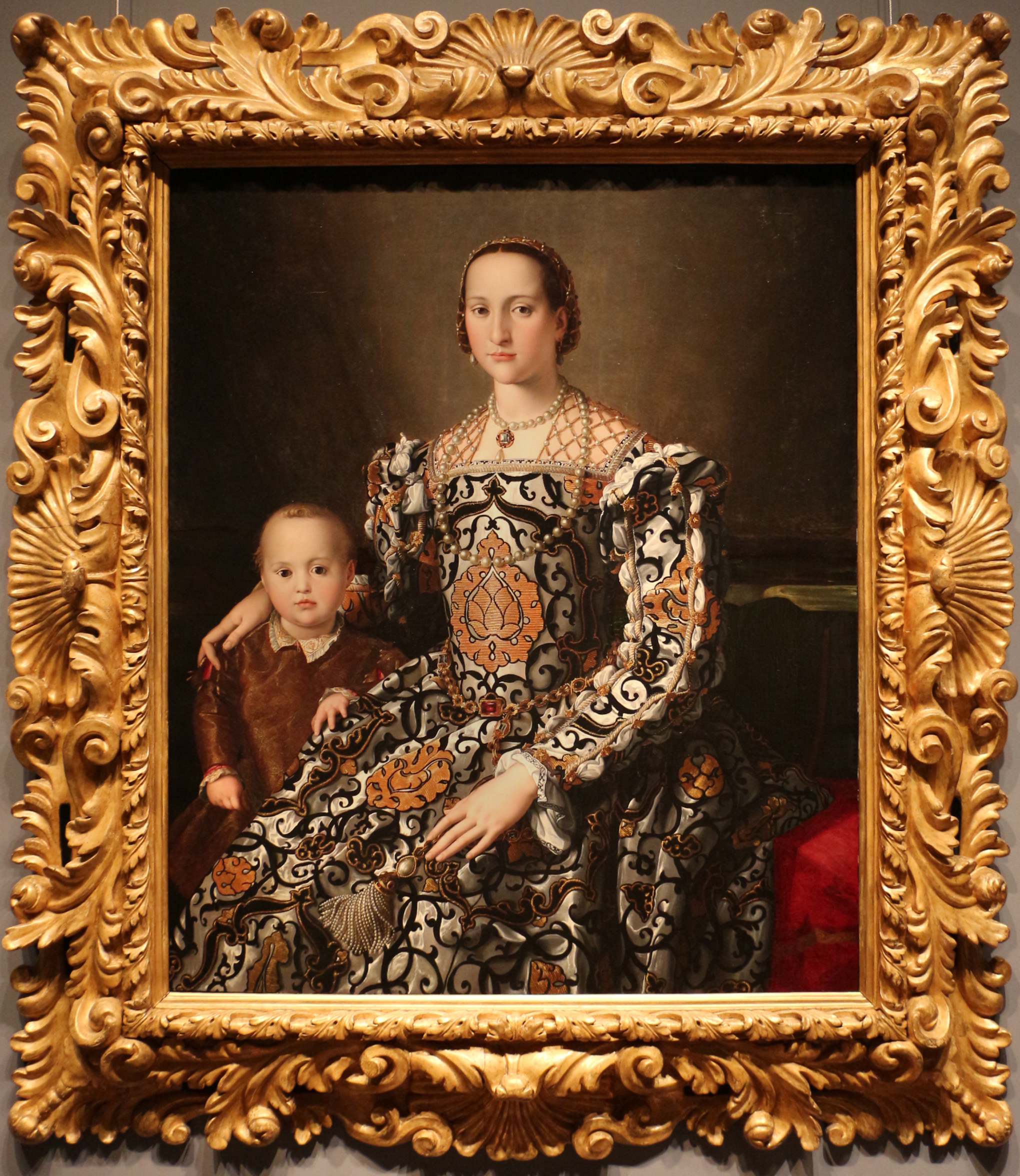
Eleonora av Toledo och hennes son av Bronzinos verkstad (cirka 1545–1550). Detroit Institute of Arts, 122 x 100 cm, olja på träpannå.
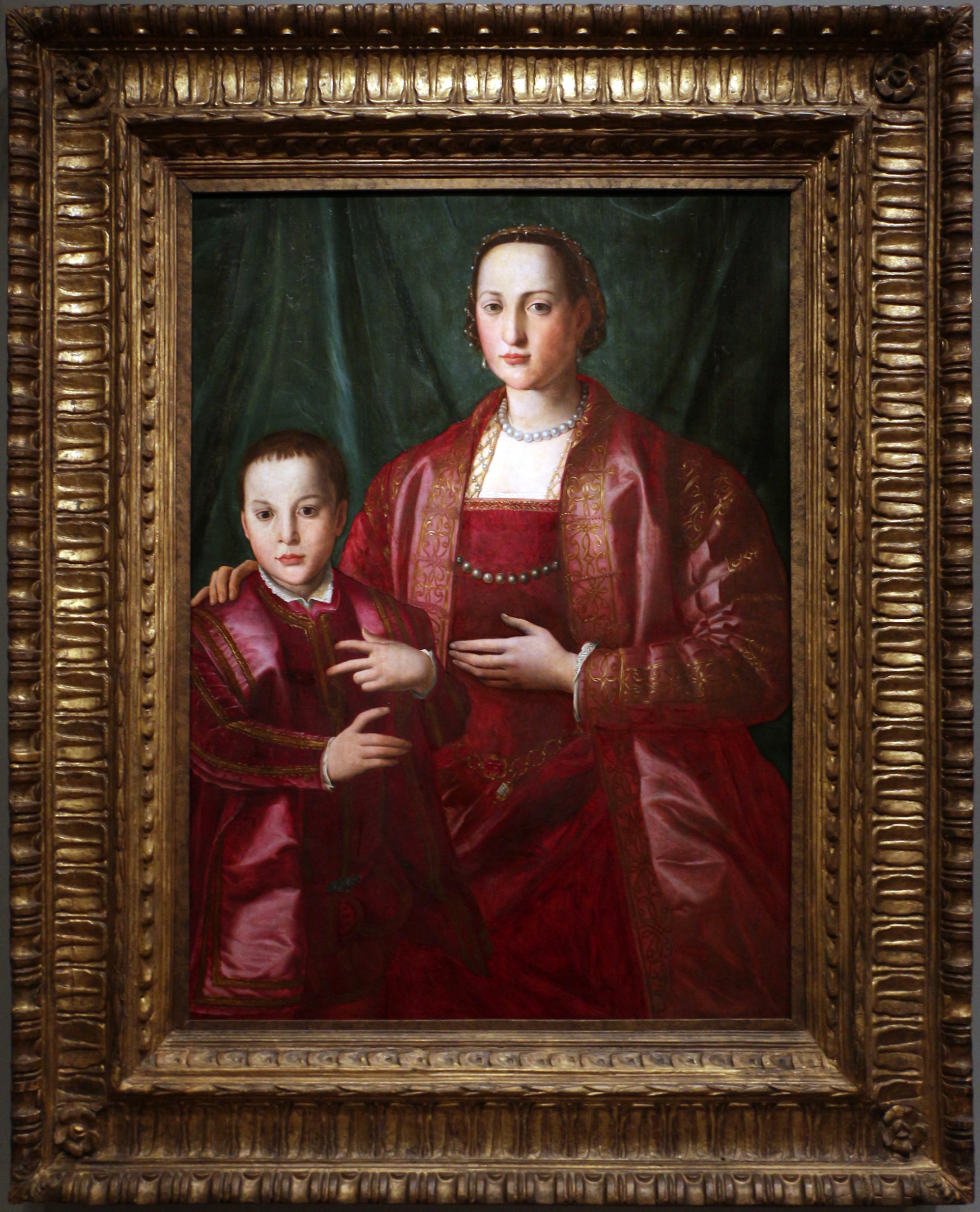
Porträtt av Eleonora av Toledo och hennes son Francesco de' Medici av Bronzino (cirka 1549) på Cincinnati Art Museum. 113,3 x 84,9, olja på pannå.
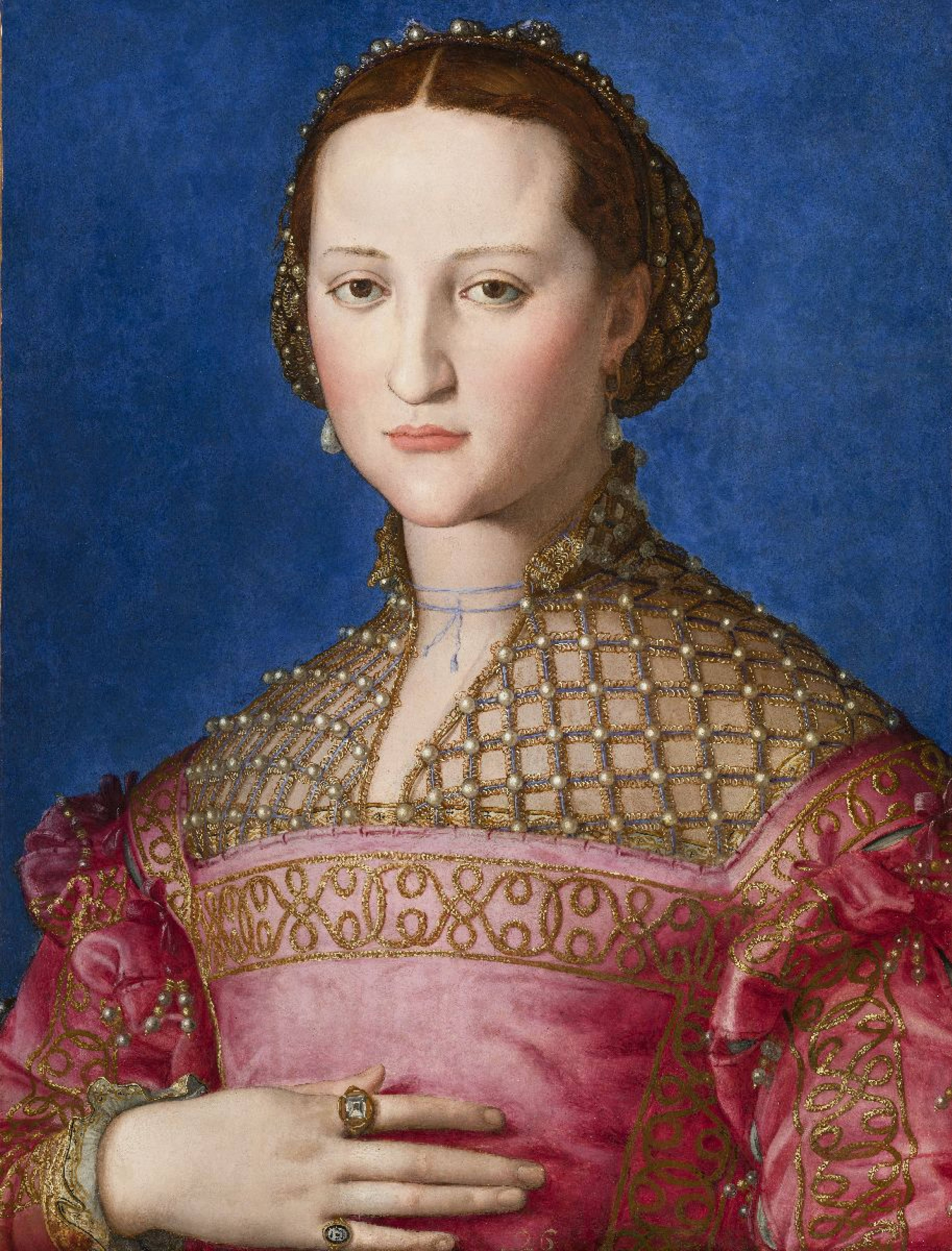
Porträtt av Eleonora av Toledo av Bronzino (cirka 1543) på Nationalgalleriet. 59 x 46 cm, olja på pannå.
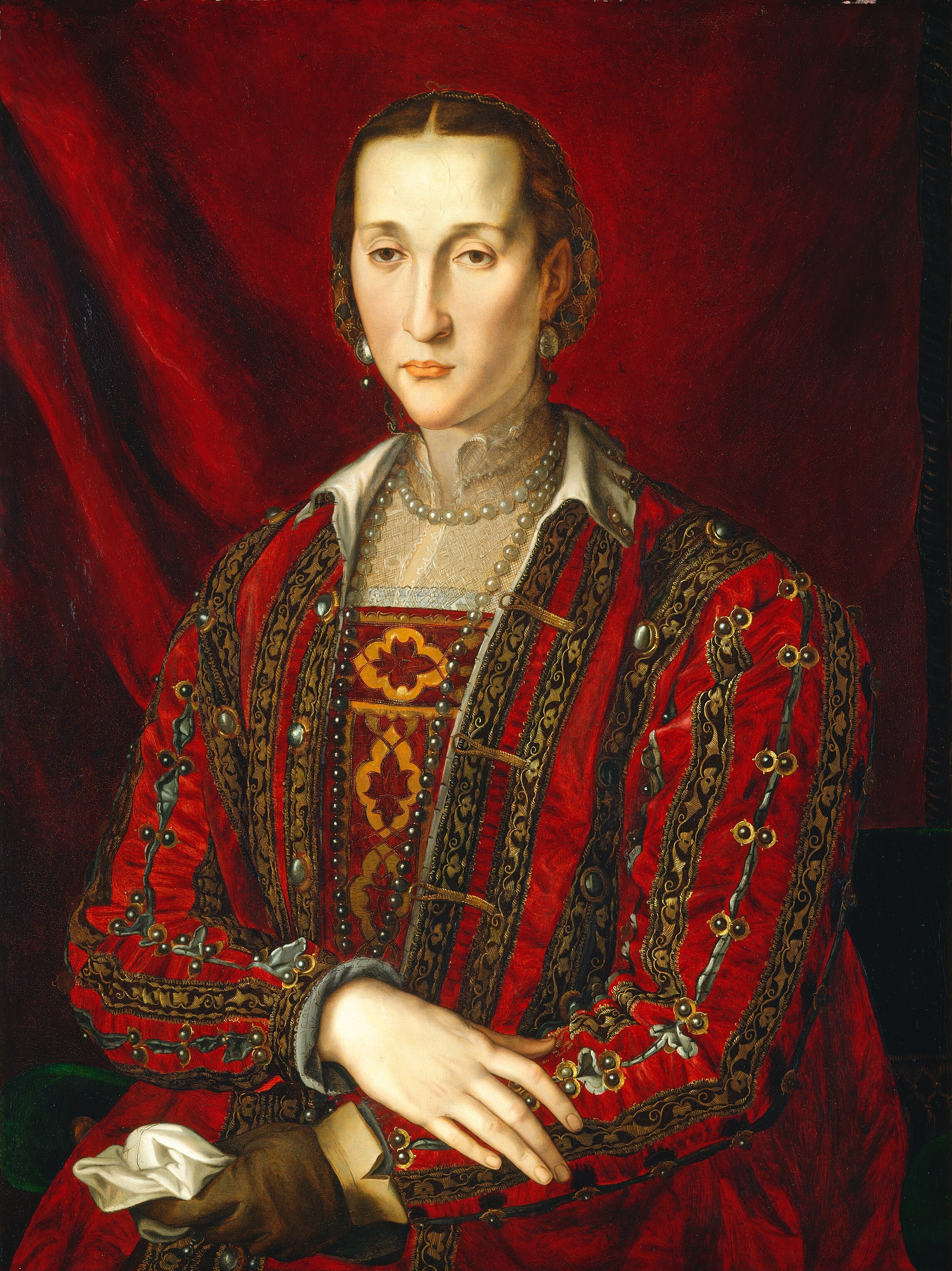
Eleonora de Toledo av Bronzino (cirka 1560) på National Gallery of Art. 86 x 65 cm, olja på pannå.